# LA-Synthese
Die Linear-Arithmetische Synthese (kurz LA-Synthese) wurde von der Firma Roland entwickelt, die diese zuerst 1987 im Synthesizer Roland D-50 verwendete. Es handelt sich um eine Kombination aus Sampling und klassischer Klangsynthese. Als Erfinder gilt Ikutaro Kakehashi.

## Funktion
Sampler, die den gesamten Klangverlauf eines Instruments über die Zeit speichern, brauchen viel Speicherplatz und waren somit in den 1980er Jahren sehr teuer. Der charakteristischste Teil des Klangs der meisten Instrumente ist durch die Einschwingphase, die sogenannte Transiente, definiert. Aufgrund dieser Tatsache entwickelte Roland die LA-Synthese, bei der ein kurzes Sample für die Startphase verwendet und der anschließende, in der Regel recht gleichbleibende Klang, häufig durch subtraktive Synthese generiert wird. Alternativ stehen für den anschließenden Klang einfache geloopte PCM-Wellenformen zur Verfügung, die aber – im Gegensatz zur subtraktiven Synthese – nicht mit einem Filter bearbeitet werden können.
Auf diese Weise konnten für die damaligen Verhältnisse sehr realistische Klänge von u. a. Streichern, Bläsern oder Orgeln, bei sehr geringem Speicherplatzbedarf, erzeugt werden.
Veranschaulichung des Aufbaus eines mit der LA-Synthese erstellen Klangprogramms (Patch):
| Ebene                          | Name               | Funktionsbeschreibung der Ebene                                  | Oszillogramm | Hörbeispiel |
| ------------------------------ | ------------------ | ---------------------------------------------------------------- | ------------ | ----------- |
| Gesamtes Klangprogramm (Patch) | Pizzagogo          | stellt Halleffekt zur Verfügung                                  |              |             |
| Teilklang 1 (Upper Tone)       | Pizz               | stellt Struktur (hier: PCM/PCM), Chorus und EQ zur Verfügung     |              |             |
| Partial 1                      | PCM 47: Pizz       | Klangbaustein 1, stellt Wellenform und Hüllkurven zur Verfügung  |              |             |
| Partial 2                      | PCM 11: Agogo      | Klangbaustein 2, stellt Wellenform und Hüllkurven zur Verfügung  |              |             |
| Teilklang 2 (Lower Tone)       | Trailin            | stellt Struktur (hier: Synth/Synth), Chorus und EQ zur Verfügung |              |             |
| Partial 1                      | Synth Wave: Square | Klangbaustein 1, stellt Wellenform und Hüllkurven zur Verfügung  |              |             |
| Partial 2                      | Synth Wave: Square | Klangbaustein 2, stellt Wellenform und Hüllkurven zur Verfügung  |              |             |